# Simon of Walton
Simon of Walton (auch Simon de Wauton) († um 1. Januar 1266) war ein englischer Geistlicher und Richter. Ab 1257 war er Bischof von Norwich.

## Herkunft, Dienst als königlicher Richter und Aufstieg zum Bischof von Norwich
Simon stammte vermutlich aus Walton d’Eiville in Warwickshire. Über seine Familie ist fast nichts bekannt. Vermutlich war er jener Master Simon of Walton, der 1235 oder 1236 wegen Grundbesitz im nahen Tysoe klagte. Walton galt als erfahrener Anwalt für kanonisches Recht, der für seine Dienste von Osney Abbey eine Pension erhielt. Auch König Heinrich III. nahm seine Dienste in Anspruch, wofür er ihn mehrfach beschenkte. 1242 ernannte der König Walton zum Verwalter der vakanten Diözese Lichfield. 1245 erledigte Walton umfangreiche Verwaltungsarbeiten, um den Feldzug des Königs nach Wales vorzubereiten. Ohne eine spezielle juristische Ausbildung erhalten zu haben, diente Walton ab Januar 1246 als reisender Richter in den Midlands und in Westengland. Für seine Dienste erhielt er zunächst das königliche Gut von Feckenham in Worcestershire als Lehen. Später erhielt er vom König dazu Hirsche für den nahen Jagdpark von Stock Bradley bei Feckenham. 1253 erhielt er vom Kathedralpriorat von Worcester das Amt des Rektors von Stoke Prior in Herefordshire. Kämmerer des Kathedralpriorats war ein Robert of Walton, der vielleicht ein Bruder von Simon war. 1254 verpachtete ihm das Kathedralpriorat das Gut von Harvington in Worcestershire. Im Herbst 1251 wird Walton zum Richter am Common Bench ernannt. Im Herbst 1252 war er sogar der ranghöchste Richter, und 1253 war er nach Roger of Thirkleby der zweithöchste Richter des Gerichtshofs.  Von 1254 bis 1256 leitete er eine Gerichtsreise durch zahlreiche Grafschaften, anschließend leitete er in Vertretung für Thirkleby die Routinefälle am Common Bench in Westminster. Anfang Juni 1257 wurde er schließlich zum Bischof der Diözese Norwich gewählt. Die Wahl wurde bereits am 10. Juni vom König bestätigt, der ihm vor dem 11. August die Temporalien der Diözese zu äußerst günstigen Bedingungen übergab. Walton hatte sofort nach seiner Wahl sein Amt als Richter niedergelegt.

## Bischof von Norwich
Als ab 1258 eine Adelsopposition gegen den König rebellierte, blieb Walton im Gegensatz zu zahlreichen anderen Bischöfen dem König gegenüber loyal. 1259 diente er als Gesandter des Königs in Frankreich, dazu untersuchte er, ob der Waffenstillstand in Wales von Fürst Llywelyn ap Gruffydd verletzt worden war. 1260 gehörte er einer Kommission von Bischöfen an, die versuchte, die familiären Streitigkeiten zwischen dem König und den mit ihm verschwägerten Simon de Montfort, dem Führer der Adelsopposition zu schlichten. 1261 wurde er zusammen mit Erzbischof Bonifatius von Canterbury und John Mansel beauftragt, für die Ausführung der päpstlichen Bullen zu sorgen, die Heinrich III. von Papst Alexander IV. angefordert hatte. In diesen Bullen wurden die rebellischen Barone aufgefordert, dem König gehorsam zu sein, zugleich wurden sie von ihrem Eid entbunden, den sie auf die Einhaltung der Provisions of Oxford geleistet hatten. Mit der Ausführung dieser Anordnung hatte sich Walton die Rebellen zu erklärten Gegnern gemacht. Als es ab 1263 zu bewaffneten Auseinandersetzungen kam, die schließlich zum offenen Zweiten Krieg der Barone gegen den König führten, flüchtete Walton als Parteigänger des Königs von Norwich in die Abtei von Bury St Edmunds, deren Kirchenasyl den Rebellen besonders heilig war. Die Rebellen verspotteten den geflüchteten Bischof in Schmähliedern und besetzten seine Güter. Diese erhielt er zurück, nachdem er nach dem Sieg der Rebellen in der Schlacht von Lewes 1264 geschworen hatte, die Provisions of Oxford einzuhalten. Im Januar 1265 wurde er in De Montfort’s Parliament berufen. Er erlebte noch, wie die Anhänger des Königs in der Schlacht von Evesham im August 1265 die Rebellen entscheidend besiegten, doch am 29. September 1265 beauftragte ihn der Papst, wegen seines Alters einen Coadjutor für sich zu suchen.
Walton starb um den Jahreswechsel und wurde in der Kathedrale von Norwich beigesetzt.